# اچ‌ام‌اس نوبیان (۱۹۰۹)
اچ‌ام‌اس نوبیان (۱۹۰۹) (به انگلیسی: HMS Nubian (1909)) یک کشتی بود که طول آن ۲۵۵ فوت (۷۸ متر) بود. این کشتی در سال ۱۹۰۹ ساخته شد.